# Toxicofera
De Toxicofera (Grieks voor 'zij die toxines dragen') zijn een voorgestelde clade van schubreptielen (squamaten) die de Serpentes (slangen), Anguimorpha (hazelwormen, gilamonsters en alligatorhagedissen) en Iguania (leguanen, agamen en kameleons) omvat. Toxicofera bevat ongeveer vierduizendzeshonderd soorten (bijna zestig procent) van de bestaande Squamata. Het omvat alle giftige reptielensoorten, evenals talrijke verwante niet-giftige soorten. Er is weinig morfologisch bewijs om deze groepering te ondersteunen, maar zij is gevonden door alle moleculaire analyses vanaf 2012. Bij de benoeming in 2005 werd geen exacte definitie gegeven.

## Vergif
Vergif in squamaten wordt historisch gezien als een zeldzaamheid beschouwd; hoewel het al sinds de oudheid bekend is bij Serpentes, was het werkelijke percentage slangensoorten die als giftig werden beschouwd relatief klein (ongeveer vijfentwintig procent). Van de ongeveer tweeduizendzeshonderdvijftig soorten geavanceerde slangen (Caenophidia), werden alleen de soorten met voortanden (~ zeshonderdvijftig) als giftig beschouwd volgens de antropocentrische definitie, dus of ze gevaarlijk zijn voor de mens. Na de classificatie van Helodermatidae in de negentiende eeuw, werd gedacht dat hun gif zich onafhankelijk had ontwikkeld. Bij slangen bevindt de gifklier zich in de bovenkaak, maar bij helodermatiden bevindt deze zich in de onderkaak. De oorsprong van gif bij squamaten werd dus in evolutionaire termen als relatief recent beschouwd en het resultaat van convergente evolutie onder de blijkbaar polyfyletische giftige slangenfamilies.
In 2003 werd een studie gepubliceerd die gif beschreef in subfamilies van slangen waarvan eerder werd gedacht dat ze het niet hadden. Verdere studie beweerde dat bijna alle 'niet-giftige' slangen tot op zekere hoogte gif produceren, wat wijst op een enkele, en dus veel oudere oorsprong voor gif in Serpentes dan tot dan toe werd overwogen. Als een praktische kwestie waarschuwde Fry:
"Van sommige niet-giftige slangen werd eerder gedacht dat ze slechts licht 'giftig speeksel' hadden. Maar deze resultaten suggereren dat ze echt gif bezitten. We hebben zelfs uit een rattenslang [Coelognathus radiatus, voorheen bekend als Elaphe radiata], een slang die veel voorkomt in dierenwinkels, een typisch cobra-achtig neurotoxine geïsoleerd, een die even krachtig is als vergelijkbare toxines die worden aangetroffen in naaste verwanten van de cobra. Deze slangen hebben meestal kleinere hoeveelheden gif en hebben geen hoektanden, maar ze kunnen hun gif nog steeds afgeven via hun talrijke scherpe tanden. Maar niet al deze slangen zijn gevaarlijk. Het betekent echter wel dat we het relatieve gevaar van niet-giftige slangen opnieuw moeten beoordelen".
Dit leidde tot verder onderzoek en tot de ontdekking van gif (en gifgenen) in soorten van groepen waarvan voorheen niet bekend was dat ze het produceerden, bijvoorbeeld in de Iguania (in het bijzonder Pogona barbata van de familie Agamidae) en Varanidae (zoals Varanus varius). Er wordt gedacht dat dit het resultaat was van afstamming van een gemeenschappelijke gifproducerende squamate voorouder; de hypothese werd eenvoudig omschreven als de 'gif clade' toen het voor het eerst werd voorgesteld aan de wetenschappelijke gemeenschap. De "gifclade" omvatte Anguidae om fylogenetische redenen en nam een eerder voorgestelde cladenaam Toxicofera aan.
Er werd geschat dat de gemeenschappelijke voorouderlijke soort die voor het eerst gif ontwikkelde in de gifclade in de orde van tweehonderd miljoen jaar geleden leefde. Men denkt dat het gif is geëvolueerd nadat genen die normaal in verschillende delen van het lichaam actief zijn, zijn gedupliceerd en de kopieën een nieuw gebruik hebben gevonden in de speekselklieren.
Onder slangenfamilies die traditioneel als giftig werden geclassificeerd, lijkt het vermogen meer dan eens tot het uiterste te zijn geëvolueerd door parallelle evolutie; 'niet-giftige' slangenlijnen hebben ofwel het vermogen verloren om gif te produceren (maar kunnen nog steeds slapende gifpseudogenen hebben) of produceren zelfs gif in kleine hoeveelheden (bijvoorbeeld 'toxisch speeksel'), waarschijnlijk voldoende om te helpen bij het vangen van kleine prooien, maar normaal gesproken geen schade toebrengen aan mensen als ze worden gebeten.
De nieuw ontdekte diversiteit aan squamaatsoorten die gif produceren, is een schatkamer voor diegenen die nieuwe farmaceutische medicijnen willen ontwikkelen; veel van deze gifstoffen verlagen bijvoorbeeld de bloeddruk. Eerder bekende giftige squamaten hebben al de basis gelegd voor medicijnen als Ancrod, Captopril, Eptifibatide, Exenatide en Tirofiban.
's Werelds grootste giftige hagedis en de grootste soort giftig landdier is de Komodovaraan.

## Cladistiek
Toxicofera combineert de volgende groepen uit de traditionele classificatie:
- Suborde Serpentes
- Suborde Iguania
- Infraorde Anguimorpha
  - Familie Varanidae
  - Familie Anguidae
  - Familie Helodermatidae
  - Familie Shinisauridae
  - Familie Xenosauridae

De relatie tussen deze bestaande groepen en een paar uitgestorven taxa wordt getoond in het volgende cladogram, dat is gebaseerd op Reeder et alii (2015).
|  | Serpentes  |
|  |            |
|  | Mosasauria |
|  |            |

|  | Anguimorpha                                                    |
|  |                                                                |
|  | \| \| Polyglyphanodontia \| \| \| \| \| \| Iguania \| \| \| \| |
|  |                                                                |
|  | Polyglyphanodontia                                             |
|  |                                                                |
|  | Iguania                                                        |
|  |                                                                |

|  | Polyglyphanodontia |
|  |                    |
|  | Iguania            |
|  |                    |

|  | Serpentes  |
|  |            |
|  | Mosasauria |
|  |            |

|  | Anguimorpha                                                    |
|  |                                                                |
|  | \| \| Polyglyphanodontia \| \| \| \| \| \| Iguania \| \| \| \| |
|  |                                                                |
|  | Polyglyphanodontia                                             |
|  |                                                                |
|  | Iguania                                                        |
|  |                                                                |

|  | Polyglyphanodontia |
|  |                    |
|  | Iguania            |
|  |                    |